# Carex arctiformis
Carex arctiformis är en halvgräsart som beskrevs av Kenneth Kent Mackenzie. Carex arctiformis ingår i släktet starrar, och familjen halvgräs. Inga underarter finns listade i Catalogue of Life.